# 지아 (영화)
《지아》(Gia)는 1998년 1월 31일에 개봉된 미국의 영화로 HBO가 배급을 맡은 텔레비전 영화이다. 1970년대 말기부터 1980년대 초반까지 슈퍼모델로 활약하다가 헤로인 중독에 시달리면서 에이즈로 사망한 미국의 모델인 지아 커랜지의 생애를 소재로 하고 있다.

## 출연
- 안젤리나 졸리: 지아 커랜지 역
- 밀라 쿠니스: 11세 시절의 지아 커랜지 역
- 페이 더너웨이: 빌헬미나 쿠퍼 역
- 머시디스 룰: 케이틀린 커랜지 역
- 엘리자베스 미첼: 린다 역
- 스콧 코언: 마이크 맨스필드 역

## 수상
- 안젤리나 졸리: 골든 글로브상 여우주연상 극영화 부문 수상, 미국 배우 조합상 여우주연상 극영화 부문 수상
- 페이 더너웨이: 골든 글로브상 여우조연상 극영화 부문 수상